# Koi ochi Flag
„Koi ochi Flag” (jap. 恋落ちフラグ Koi ochi Furagu) – dwudziesty siódmy singel japońskiego zespołu SKE48, wydany w Japonii 3 lutego 2021 roku przez avex trax.
Singel został wydany w dziesięciu edycjach: trzech regularnych, trzech limitowanych i trzech limitowanych „Seven Net” (Type A, Type B, Type C) oraz „teatralnej” (CD). Osiągnął 1 pozycję w rankingu Oricon i pozostał na liście przez 17 tygodni. Singel zdobył status platynowej płyty.

## Lista utworów

### Type A
| CD | CD | CD              | CD              | CD              | CD      |
| Nr | Tytuł utworu                                                                                                  | Tekst           | Kompozycja      | Aranżacja       | Długość |
| -- | --- | --------------- | --------------- | --------------- | ------- |
| 1. | „Koi ochi Flag” (jap. 恋落ちフラグ)                                                                           | Yasushi Akimoto | Nobuaki Tanaka  | Nobuaki Tanaka  | 4:29    |
| 2. | „Memories ~Itsu no hi ka aeru made~” (jap. Memories 〜いつの日か会えるまで〜) (Jurina Matsui graduation song) | Jurina Matsui   | Takanori Fukuta | Takanori Fukuta | 4:53    |
| 3. | „Koi ochi Flag” (jap. 恋落ちフラグ) (off vocal)                                                               |                 | Nobuaki Tanaka  | Nobuaki Tanaka  | 4:29    |
| 4. | „Memories ~Itsu no hi ka aeru made~” (jap. Memories 〜いつの日か会えるまで〜) (off vocal)                     |                 | Takanori Fukuta | Takanori Fukuta | 4:53    |

| DVD | DVD                                                                                              | DVD     |
| Nr  | Tytuł utworu                                                                                     | Długość |
| --- | ------------------------------------------------------------------------------------------------ | ------- |
| 1.  | „Koi ochi Flag” (jap. 恋落ちフラグ) (Music Video)                                                |         |
| 2.  | „Memories ~Itsu no hi ka aeru made~” (jap. Memories 〜いつの日か会えるまで〜) (Music Video)      |         |
| 3.  | „Matsui Jurina: 12-nen no kiseki 2008-nen – 2020-nen” (jap. 松井珠理奈 12年の軌跡 2008年-2020年) |         |

### Type B
| CD | CD                                              | CD              | CD              | CD             | CD      |
| Nr | Tytuł utworu                                    | Tekst           | Kompozycja      | Aranżacja      | Długość |
| -- | ----------------------------------------------- | --------------- | --------------- | -------------- | ------- |
| 1. | „Koi ochi Flag” (jap. 恋落ちフラグ)             | Yasushi Akimoto | Nobuaki Tanaka  | Nobuaki Tanaka | 4:29    |
| 2. | „Change Your World” (wyk. Black Pearl)          | Jurina Matsui   | Tomokazu Yamada | APAZZI         | 3:57    |
| 3. | „Koi ochi Flag” (jap. 恋落ちフラグ) (off vocal) |                 | Nobuaki Tanaka  | Nobuaki Tanaka | 4:29    |
| 4. | „Change Your World” (off vocal)                 |                 | Tomokazu Yamada | APAZZI         | 3:57    |

| DVD | DVD | DVD     |
| Nr  | Tytuł utworu | Długość |
| --- | --- | ------- |
| 1.  | „Koi ochi Flag” (jap. 恋落ちフラグ) (Music Video) |         |
| 2.  | „Change Your World” (Music Video) |         |
| 3.  | „Black Pearl「Change Your World」 Music Video Documentary&SKE48: Gekijō Debut 12-shūnen tokubetsu LIVE” (jap. Black Pearl「Change Your World」 Music Video Documentary&SKE48 劇場デビュー12周年特別LIVE) |         |

### Type C
| CD | CD                                                                      | CD              | CD                               | CD             | CD      |
| Nr | Tytuł utworu                                                            | Tekst           | Kompozycja                       | Aranżacja      | Długość |
| -- | ----------------------------------------------------------------------- | --------------- | -------------------------------- | -------------- | ------- |
| 1. | „Koi ochi Flag” (jap. 恋落ちフラグ)                                     | Yasushi Akimoto | Nobuaki Tanaka                   | Nobuaki Tanaka | 4:29    |
| 2. | „Ano koro no Locker” (jap. あの頃のロッカー) (Passion For You Senbatsu) | Yasushi Akimoto | Naoyuki Honzawa, Tomoyuki Tajiri | APAZZI         | 4:54    |
| 3. | „Koi ochi Flag” (jap. 恋落ちフラグ) (off vocal)                         |                 | Nobuaki Tanaka                   | Nobuaki Tanaka | 4:29    |
| 4. | „Ano koro no Locker” (jap. あの頃のロッカー) (off vocal)                |                 | Naoyuki Honzawa, Tomoyuki Tajiri | APAZZI         | 4:54    |

| DVD | DVD | DVD     |
| Nr  | Tytuł utworu | Długość |
| --- | --- | ------- |
| 1.  | „Koi ochi Flag” (jap. 恋落ちフラグ) (Music Video)                                                                            |         |
| 2.  | „Ano koro no Locker” (jap. あの頃のロッカー) (Music Video)                                                                   |         |
| 3.  | „SKE48 27th Single «Koi ochi Flag» Music Video Documentary” (jap. SKE48 27th Single「恋落ちフラグ」 Music Video Documentary) |         |

### Wer. teatralna
| CD | CD                                                                   | CD              | CD             | CD                   | CD      |
| Nr | Tytuł utworu                                                         | Tekst           | Kompozycja     | Aranżacja            | Długość |
| -- | -------------------------------------------------------------------- | --------------- | -------------- | -------------------- | ------- |
| 1. | „Koi ochi Flag” (jap. 恋落ちフラグ)                                  | Yasushi Akimoto | Nobuaki Tanaka | Nobuaki Tanaka       | 4:29    |
| 2. | „Oto no wareta Chime” (jap. 音の割れたチャイム) (wyk. Coming Flavor) | Yasushi Akimoto | Kengo Ōhama    | Yūichi “Masa” Nonaka |         |
| 3. | „Koi ochi Flag” (jap. 恋落ちフラグ) (off vocal)                      |                 | Nobuaki Tanaka | Nobuaki Tanaka       | 4:29    |
| 4. | „Oto no wareta Chime” (jap. 音の割れたチャイム) (off vocal)          |                 | Kengo Ōhama    | Yūichi “Masa” Nonaka |         |

## Skład zespołu
| „Koi ochi Flag” |
| --- |
| Piosenka została wykonana przez wszystkie członkinie SKE48 w momencie wydania, z wyjątkiem Narumi Kataoka, Kotono Shirai, Akane Takayanagi oraz Yukino Shirai. Rinka Oshiba również wzięła udział w nagraniu utworu, ale zakończyła aktywność w zespole wkrótce po ogłoszeniu składu senbatsu i nie została wymieniona. - Team S: Hinano Aoumi, Kimie Akahori, Himeka Arano, Yuzuki Ishiguro, Ruka Inoue, Yūki Ōtani, Ayuka Kamimura, Yoshino Kitagawa, Marin Sakamoto, Aika Sugiyama, Nanami Takeuchi, Rika Tsuzuki, Miyu Nakasaka, Izumi Nakamura, Kano Nojima, Miyo Nomura, Momona Hirano, Jurina Matsui (środek), Chikako Matsumoto, Suzuran Yamauchi - Team KII: Shiori Aoki, Yuki Arai, Sayaka Iriuchijima, Yūna Egō, Ayaka Ōta, Mina Ōba, Ayaka Okamoto, Miharu Kawashima, Ruka Kitano, Ena Suzuki, Sarina Sōda, Saki Takeuchi, Yuzuki Hidaka, Airi Nakano, Fuyuka Fujimoto, Nao Furuhata, Airi Mizuno - Team E: Honoka Aikawa, Yūka Asai, Kaede Ikeda, Kanon Ishikawa, Reona Ida, Natsuki Kamata, Haruka Kumazaki, Ami Kurashima, Makiko Saitō, Kaho Satō, Ōka Suenaga, Maya Sugawara, Akari Suda, Kokona Suzuki, Yuki Takahata, Mizuki Tanabe, Marika Tani, Marina Nishi, Shiina Hirata, Negai Fukai, Nao Fukushi - Kenkyūsei: Rika Aoki, Hayaka Igarashi, Mizuki Ishizuka, Miki Ito, Mikuru Kito, Kanon Sawada, Anan Sugiyama, Mio Nishii, Mirei Hayashi - Graduated Members: Yui Katō |

| „Memories ~Itsu no hi ka aeru made~” |
| ------------------------------------ |
| - Team S: Jurina Matsui              |

| „Change Your World” |
| --- |
| - Team S: Hinano Aoumi, Ruka Inoue, Miyo Nomura, Momona Hirano, Jurina Matsui - Team KII: Yūna Egō, Airi Mizuno - Team E: Haruka Kumazaki (środek) - Kenkyūsei: Mirei Hayashi |

| „Ano koro no Locker” |
| --- |
| - Team S: Yoshino Kitagawa, Marin Sakamoto, Kano Nojima - Team KII: Shiori Aoki, Yuki Arai (środek), Yūna Egō, Ayaka Ōta, Ruka Kitano, Kotono Shirai, Saki Takeuchi, Yuzuki Hidaka - Team E: Reona Ida, Natsuki Kamata, Haruka Kumazaki, Kaho Satō, Maya Sugawara |

| „Oto no wareta Chime” |
| --- |
| - Team S: Hinano Aoumi, Kimie Akahori, Yūki Ōtani, Miyo Nomura (środek) - Team KII: Ena Suzuki, Airi Nakano - Team E: Mizuki Tanabe, Marina Nishi, Shiina Hirata |

## Notowania
| Lista                             | Pozycja |
| --------------------------------- | ------- |
| Oricon Weekly Singles Chart       | 1       |
| Oricon Yearly Singles Chart       | 25      |
| Billboard Japan Hot 100           | 1       |
| Billboard Japan Hot Singles Sales | 1       |

## Sprzedaż
| Dane wg         | Sprzedaż |
| --------------- | -------- |
| Oricon          | 267 089+ |
| Billboard Japan | 318 835+ |